# Ricardo Villa González
Ricardo Villa González, popularment conegut com a Maestro Villa, (Madrid, Castella, 23 d'octubre de 1873 - 10 d'abril de 1935) fou un compositor i director d'orquestra madrileny.

## Biografia
Des de molt infant donà mostres d'extraordinàries aptituds per l'art. Ingressà com alumne al Conservatori de Madrid el 1882 i assolí dos anys més tard, el 1884, el primer premi de solfeig, el segon de violí el 1890, el primer d'harmonia el 1893 i el primer de composició el 1898. Un any després es rebel·laren les primeres manifestacions del seu talent musical en ocasió d'un concurs d'obres simfòniques creat per l'antiga Societat de Concerts de Madrid, i al qual aconseguí el primer premi per la seva suite en quatre temps Cantos regionales asturianos, que assolí una calorosa acollida, consagrant-se com a compositor de sòlida preparació i de gran esdevenidor.
A aquesta obra inicial, impecable en la forma, inspirada i fresca, continuà el 1902 l'òpera en tres actes Raimundo Lulio, amb llibret de Joaquin Dicenta, estrenada amb èxit en el Teatro Lírico, l'orquestra del qual dirigí des de la inauguració d'aquesta sala d'espectacles. Amb anterioritat a ambdues obres va compondre una Missa en fa, per a veus i orquestra, sent posteriors a aquestes les obres següents:
- La visión de fray Martín, poema simfònic, inspirat en el poema de Nuñez de Arce.
- Marxa solemne, per a banda.
- Quartet, per a instruments d'arc, que després instrumentà per a orquestra, i s'estrena amb el títol d'Impresiones sinfòniques.
- Himno á Sarasate, per a veus i orquestra.
- Escenas montañesas, per aveus d'home.
- Rapsodia asturiana, per a violí i orquestra, dedicada a Pablo Sarasate.
- Fantasia española, per a piano i orquestra.
- Madrid, cançó per a veus i banda.
- Oración al Cristo de la Buena Muerte, (pleballa de Mena), de Màlaga.
- El Cristo de la Vega, sarsuela en tres actes estrenada amb força èxit.
- El patio de Monipodio, sarsuela en dos actes.
- La Nazarita, en dos actes, encara per estrenar.

Però amb ser ja important l'obra d'aquest compositor, el que principalment li conquistà un lloc preeminent en la música espanyola a principis del segle XX fou la seva brillant tasca com a director d'òpera, orquestra i banda, activitat artística per la que des de molt jove sentí especial predilecció i en la que demostrà sempre condicions excepcionals de temperament, bon gust i cultura, tot això unit a un complet domini de la tècnica instrumental i vocal.
Després d'haver format part de l'orquestra del Teatre Real de Madrid diversos anys i de dirigir el 1901 i 1903 companyies d'òpera a Portugal, el 1905 fou nomenat director de l'orquestra de l'esmentat Teatre Real, i l'11 de gener de 1909 de la Banda Municipal de Madrid, creada en aquella data. També va dirigir nombrosos concerts simfònics i prenent part en festivals i solemnitats artístiques importants. Al capdavant de la Banda Municipal posà el prestigi d'aquella a una elevada alçada, realitzant en els seus concerts populars una intensa obra cultural complementària de la portada a terme per les orquestres simfòniques madrilenyes.
El valuós concurs d'aquesta corporació artística fou freqüentment sol·licitada en les festes musicals o de caràcter oficial que se celebraven a la cort. La banda municipal madrilenya va efectuar durant molt de temps tournées de concerts en les principals ciutats d'Espanya i Portugal.
Va morir a causa d'una pneumònia al seu domicili del carrer Ciutat Rodrigo de Madrid el 10 d'abril de 1935.